# 道の駅なぶら土佐佐賀
道の駅なぶら土佐佐賀（みちのえき なぶらとささが）は、高知県黒潮町にある国道56号の道の駅である。
名称は、一般公募され、そのなかで多かった「なぶら」と「さが」を組み合わせて決定された。「なぶら」は土佐弁などで「群れ」を意味し、来客が多く訪れるという期待が込められている。

## 主な施設
- 駐車場
  - 普通車：62台
  - 大型車：3台
  - バリアフリー駐車場：2台
  - 二輪車：12台
- トイレ（いずれも24時間利用可能）
  - 男：7器
  - 女：4器
  - 多目的：1器
- 公衆電話
- フードコート ※営業時間は、9:00 - 14:00(土日祝は18:00まで営業)
- 農林水産直売所：※営業時間は、8:00 - 18:00
- テイクアウト　9:00-18:00

## 休館日
不定休の為、HP要確認　http://nabura-tosasaga.com

## 周辺
- 黒潮一番館館
- 砂浜美術館
- 土佐西南大規模公園